# Oreoscoptes montanus
Il mimo della salvia (Oreoscoptes montanus (Townsend, 1837)) è una specie di uccello appartenente alla famiglia dei Mimidae, diffuso in Canada, Messico e Stati Uniti. È l'unica specie del genere Oreoscoptes.